# Котиха (Нижегородская область)

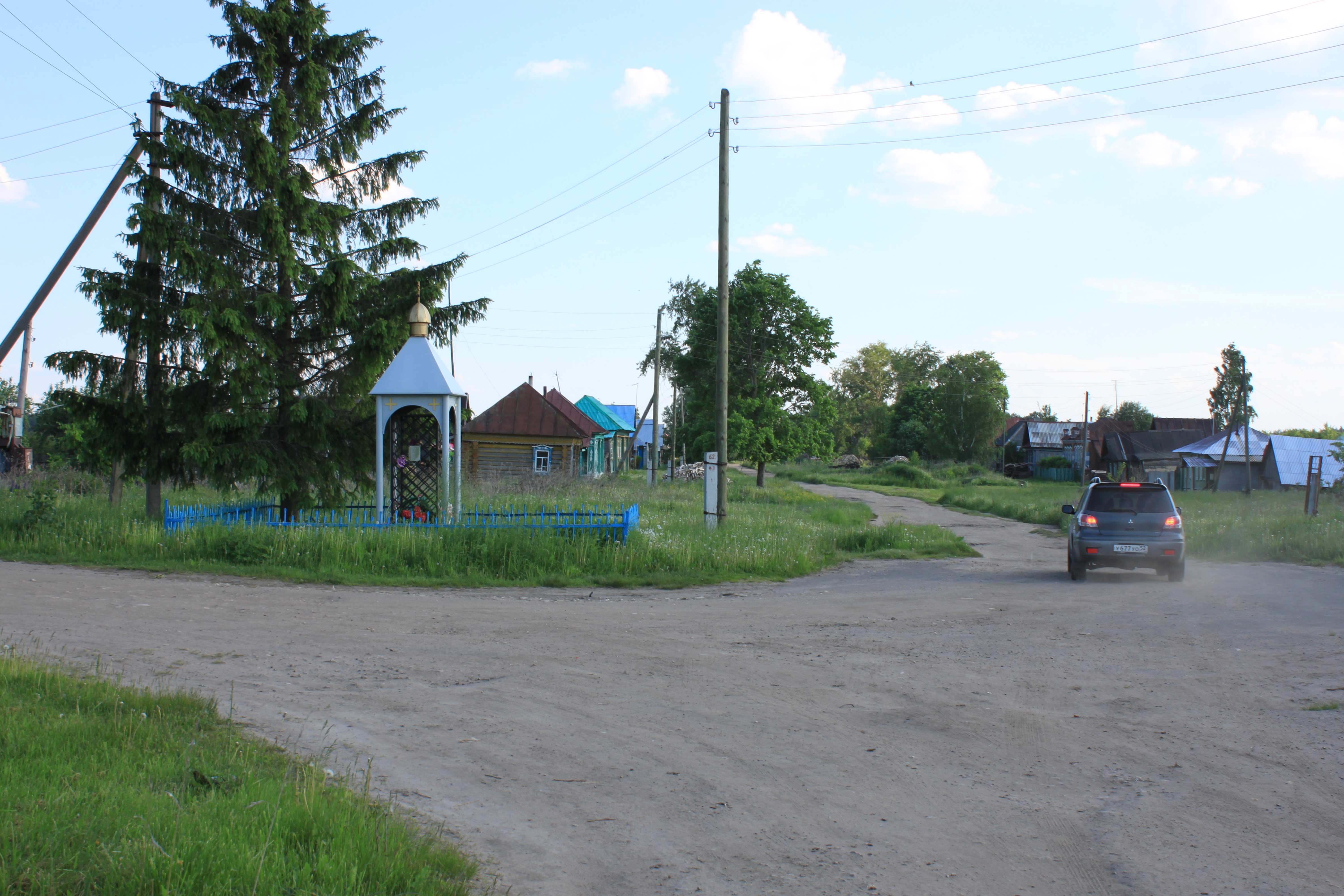
В центре села

Коти́ха — село, в Арзамасском районе Нижегородской области. Входит в Балахонихинский сельсовет.

## История
В 17-19 вв. деревня имела второе название - Глинино.

## Население
| 1999 | 2002 | 2010 |
| ---- | ---- | ---- |
| 386  | ↘269 | ↘173 |